# 科斯摩托
Cosmote，是希腊最大的移动运营商，用户达790万。该公司总部位于希腊首都雅典市，是希腊电信公司(OTE)的全资子公司。Cosmote通过设立子公司的方式在3个东南欧国家提供移动通信服务，它们分别为AMC（阿尔巴尼亚），GLOBUL（保加利亚）， Cosmote（罗马尼亚）。在4个国家，Cosmate共有2040万用户。